# Міленко Олександра Юріївна
Олександра Юріївна Міленко (29 червня 1999, Біла Церква, Київська область) — українська волейболістка, діагональний нападник. Гравець національної збірної. Чемпіонка Євроліги 2023 року. Майстер спорту України міжнародного класу (2023).

## Із біографії
Волейболом займається з восьми років. Захищала кольори юнацької збірної України.
Учасниця всесвітньої студентської Універсіади-2019 в італійському Неаполі. На турнірі представляла Тернопільський національний економічний університет.
Гравець національної збірної України. У її складі виступала в розіграші Золотої євроліги 2022 року. Наступного сезону стала чемпіонкою Золотої євроліги, брала участь у Кубку претендентів і континентальній першості. У 2025 році збірна України знову перемогла в розіграші Золотої євроліги.
Чемпіонка України 2023 року, найрезультативніша волейболістка «Прометея» у сезоні 2022/2023.

## Клуби
| Роки      | Команди                       |
| --------- | ----------------------------- |
| 2017—2020 | «Галичанка» (Тернопіль)       |
| 2020—2022 | «Сєвєрянка» (Череповець)      |
| 2022—2023 | «Прометей» (Кам'янське)       |
| 2023—2024 | «Нілуфер Беледієспор» (Бурса) |
| 2024—2025 | «ПТТ Спор» (Анкара)           |
| 2025—     | «Динамо» (Бухарест)           |

## Статистика
В єврокубках:
| Сезон   | Клуб                | Турнір         | Ігри | Сети | Очки | Ср.  | Примітки |
| ------- | ------------------- | -------------- | ---- | ---- | ---- | ---- | -------- |
| 2022/23 | СК «Прометей»       | Ліга чемпіонів | 6    | 22   | 81   | 3,68 |          |
| 2023/24 | «Нілуфер» (Бурса)   | Кубок виклику  | 8    | 24   | 58   | 2,42 |          |
| 2025/26 | «Динамо» (Бухарест) | Кубок ЄКВ      |      |      |      | ,    |          |

У збірній:
| Рік    | Турнір                   | Ігри | Сети | Очки | Ср.  | Місце | Примітки |
| ------ | ------------------------ | ---- | ---- | ---- | ---- | ----- | -------- |
| 2022   | Золота євроліга          | 4    | 18   | 90   | 5    |       |          |
| 2023   | Золота євроліга          | 8    | 29   | 123  | 4,24 | 1     |          |
|        | Кубок претендентів       | 3    | 11   | 49   | 4,45 | 4     |          |
|        | Чемпіонат Європи         | 6    | 22   | 77   | 3,5  |       |          |
|        | Олімпійська кваліфікація | 7    | 24   | 93   | 3,88 |       |          |
| 2024   | Золота євроліга          | 6    | 22   | 109  | 4,95 | 5     |          |
| 2025   | Золота євроліга          | 8    | 28   | 75   | 2,68 | 1     |          |
| Всього | Всього                   | 42   | 154  | 616  | 4    |       |          |